# Serie A 2016-2017 (hockey su ghiaccio)
La Serie A di hockey su ghiaccio 2016-2017, di fatto l'83º campionato italiano della massima serie, subì un cambiamento rispetto al passato: a contendersi il titolo di Campione d'Italia si sfidarono difatti 4 squadre in una Final Four disputata in sede unica. Le contendenti vennero scelte tra le migliori squadre classificate al termine della regular season della neonata Alps Hockey League, un torneo a carattere sovranazionale nel quale confluirono i team della Serie A italiana con l'obiettivo di rilanciare il movimento italiano.

Il torneo di Serie A venne, come le passate edizioni, organizzato dalla Federazione Italiana Sport del Ghiaccio e dalla LIHG.
La Final Four venne ufficialmente presentata a Vicenza il 19 gennaio 2017 nella sede de Il Giornale di Vicenza.

## Squadre
Le squadre partecipanti furono, come la precedente stagione, 8, ma si deve segnalare l'autoretrocessione del Valpellice (che si iscrive in Serie C per problemi finanziari) e l'iscrizione al campionato dell'Egna (che si era autoretrocesso l'anno prima in Serie B).
| Asiago Hockey                     | Veneto              | Asiago (VI)               | Hodegart                     | 3.000 | 53 |
| SG Cortina                        | Veneto              | Cortina d'Ampezzo (BL)    | Stadio Olimpico del Ghiaccio | 2.700 | 69 |
| HC Neumarkt                       | Trentino-Alto Adige | Egna (BZ)                 | WürthArena                   | 1.200 | 3  |
| HC Pustertal                      | Trentino-Alto Adige | Brunico (BZ)              | Rienzstadion                 | 2.050 | 43 |
| Ritten Sport (Campione in carica) | Trentino-Alto Adige | Collalbo (BZ)             | Arena Ritten                 | 1.200 | 21 |
| HC Fassa                          | Trentino-Alto Adige | Alba di Canazei (TN)      | Gianmario Scola              | 3.500 | 32 |
| WSV Sterzing Broncos              | Trentino-Alto Adige | Vipiteno (BZ)             | Weihenstephan Arena          | 1.700 | 11 |
| HC Gherdëina                      | Trentino-Alto Adige | Selva di Val Gardena (BZ) | Pranives                     | 2.000 | 50 |

## Formula
Si classificano per la Final Four i 4 team meglio classificati, al termine della stagione regolare, nel torneo di Alps Hockey League 2016-2017 (le 8 compagini italiane si sfideranno al nuovo campionato sovranazionale con altre 8 squadre straniere, 7 austriache ed 1 slovena).
Semifinali: la squadra italiana prima classificata nel campionato di AHL al termine del girone andata/ritorno, giocherà contro la squadra italiana quarta classificata al medesimo torneo, mentre la seconda classificata sfiderà la terza.
Finale: in gara unica, da disputare tra le vincenti delle semifinali.

### Sede
Il 24 dicembre 2016 la Federazione comunicò di aver scelto la pista dell'Hodegart di Asiago (nonostante il team veneto non fosse ancora sicuro della qualificazione) per la disputa della Final Four.

## Classifica stagione regolare AHL
Classifica al termine della regular season di Alps Hockey League.
| Pos. | Squadra                | Pt | V  | P  | VOT | POT | GF  | GS  | DR  |
| ---- | ---------------------- | -- | -- | -- | --- | --- | --- | --- | --- |
| 1.   | Ritten Sport           | 77 | 24 | 3  | 2   | 1   | 117 | 63  | +54 |
| 2.   | HC Pustertal           | 76 | 23 | 3  | 3   | 1   | 103 | 55  | +48 |
| 3.   | HDD Jesenice           | 63 | 20 | 8  | 1   | 1   | 120 | 66  | +54 |
| 4.   | EHC Lustenau           | 56 | 17 | 9  | 1   | 3   | 106 | 77  | +29 |
| 4.   | Asiago Hockey          | 56 | 16 | 10 | 4   | 0   | 102 | 64  | +38 |
| 6.   | VEU Feldkirch          | 55 | 18 | 11 | 0   | 1   | 112 | 89  | +23 |
| 7.   | SG Cortina             | 51 | 14 | 9  | 2   | 5   | 100 | 76  | +24 |
| 8.   | EK Zell am See         | 38 | 11 | 15 | 1   | 3   | 85  | 96  | -11 |
| 8.   | HC Neumarkt            | 38 | 10 | 15 | 3   | 2   | 87  | 97  | -10 |
| 8.   | EC Red Bull Salzburg 2 | 38 | 10 | 15 | 3   | 2   | 85  | 87  | -2  |
| 11.  | HC Gherdëina           | 36 | 9  | 15 | 3   | 3   | 84  | 104 | -20 |
| 11.  | WSV Sterzing Broncos   | 36 | 10 | 17 | 3   | 0   | 78  | 90  | -12 |
| 13.  | EC Kitzbühel           | 32 | 9  | 18 | 2   | 1   | 72  | 115 | -43 |
| 14.  | HC Fassa               | 26 | 6  | 18 | 2   | 4   | 79  | 126 | -47 |
| 15.  | EHC Bregenzerwald      | 25 | 7  | 19 | 0   | 4   | 76  | 118 | -42 |
| 16.  | EC KAC 2               | 17 | 3  | 22 | 3   | 2   | 60  | 143 | -83 |

Legenda:

      Squadre italiane qualificate alla Final Four
      Squadre italiane

## Final Four
Si qualificarono alla Final Four:
1. Ritten-Renon
2. Val Pusteria
3. Asiago
4. Cortina

La Federazione scelse di far disputare la finale ad Asiago.
|  | Semifinali | Semifinali   | Semifinali |        |   | Finale       | Finale | Finale |  |
|  |            |              |            |        |   |              |        |        |  |
|  | 1          | Ritten-Renon | 5          |        |   |              |        |        |  |
|  | 1          | Ritten-Renon | 5          |        |   |              |        |        |  |
|  | 4          | Cortina      | 2          |        |   |              |        |        |  |
|  | 4          | Cortina      | 2          |        | 1 | Ritten-Renon | 3      |        |  |
|  |            |              |            |        | 1 | Ritten-Renon | 3      |        |  |
|  |            |              | 3          | Asiago | 2 |              |        |        |  |
|  | 2          | Val Pusteria | 3          | Asiago | 2 | 1            |        |        |  |
|  | 2          | Val Pusteria |            |        |   |              |        |        |  |
|  | 3          | Asiago       | 3          |        |   |              |        |        |  |

†: partita terminata ai tempi supplementari
‡: partita terminata ai tiri di rigore
La prima partita ad essere giocata sul ghiaccio di Asiago è la semifinale Renon-Cortina: dopo un sostanziale equilibrio nel primo drittel, nel secondo periodo si fa prevalere il gioco degli altoatesini che schierano sul ghiaccio 4 linee (contro le 3 del Cortina che deve tra l'altro sopperire all'assenza dell'infortunato Riley Brace) e che si conclude sullo parziale di 1-0. Il terzo tempo si apre subito con un gol del Renon che si porta in doppio vantaggio, gli ampezzani non riescono a reagire e il Renon cala il poker. Solo più tardi il Cortina accorcia le distanze (tiro di Caletti deviato da una stecca altoatesina) ma è un fuoco di paglia: il Renon chiude la gara centrando anche il quinto sigillo con un tiro di Markus Spinell che passa sotto le gambe del goalie biancoceleste.
La seconda semifinale vede ancora scontrarsi Asiago e Val Pusteria, una sfida ricorrente degli ultimi anni. Il match si gioca a ritmi assai più veloci dell'altra semifinale. L'Asiago sfrutta il primo powerplay della serata e all'ottavo minuto di gioco passa in vantaggio con un gol di Nigro che, dopo la deviazione con la spalla di Tragust, si infila sotto al sette. Nel secondo periodo i gialloneri premono sull'acceleratore in cerca del pari, è però una sortita offensiva del neoacquisto giallorosso Krys Kolanos a cambiare il risultato: con un gran tiro dalla linea blu l'attaccante canadese beffa ancora Tragust e l'Asiago si porta così sul 2-0. Gli ospiti hanno in seguito la grande opportunità di accorciare le distanze, viene infatti fischiata una doppia penalità ai danni dei giocatori dell'Asiago, ma, pur giocando 2 minuti interi di 5 contro 3, gli altoatesini non riescono a segnare, i brunicensi riescono tuttavia a sfruttare (allo scadere) una successiva superiorità numerica e quindi il secondo tempo termina sul 2-1 per l'Asiago. Nel terzo periodo Scandella lanciato a rete viene messo giù da un difensore avversario: è tiro di rigore per l'Asiago, alla battuta va Nigro a causa di un problema al pattino dello stesso Scandella. Protesta il Val Pusteria che però viene graziato da Nigro che coglie il palo interno della gabbia difesa da Tragust. La partita scorre via veloce, il Val Pusteria tenta quindi la carta del sesto uomo di movimento ma viene punito da un tiro di Lutz che dalla parte opposta del campo riesce a siglare la rete del definitivo 3-1.
La finale scudetto vede scontrarsi quindi Renon ed Asiago. L'avvio di partita è sorprendente: dopo soli 6 secondi infatti, l'Asiago con un'azione che taglia in due le linee altoatesine si porta subito in vantaggio (rete di Kolanos). A breve segue il raddoppio con una deviazione sottoporta del giovane Conci, che devia un tiro dalla blu di Marchetti. L'Asiago sfiora pure la terza marcatura (traversa di Scandella) ma in seguito esce il maggior tasso tecnico avversario, ben evidenziato dalla miglior posizione in classifica nel campionato di AHL. Alex Frei accorcia per i suoi, il Renon preme ancora ma il primo tempo termina sul 2-1 per i giallorossi. Nel secondo tempo l'Asiago non sfrutta due buone occasioni per riportarsi sul doppio vantaggio ed arriva così il pari della squadra di Collalbo con un tiro di Traversa che, grazie a una fortunosa carambola, termina lentamente alle spalle di Cloutier (ex portiere proprio del Renon). Il gol dà morale al team bolzanino che trova pure la terza marcatura grazie a un altro gol di Frei che si ritrova il disco sulla stecca dopo un ingaggio in fase d'attacco. Nel terzo tempo il Renon controlla ancora la partita con l'Asiago che non riesce a creare grosse occasioni salvo quella che al minuto 53:40 vede Casetti colpire un clamoroso palo interno. L'Asiago al termine prova pure a togliere il portiere ma tutti i tentativi d'attacco s'infrangono contro Killeen e il portiere del Renon alla sirena viene sommerso dagli abbracci dei compagni.

### Semifinali
| Arbitri: | Alex Lazzeri Turo Samuel Virta |

| |           |                                                                      |
| O. Ahlström (V. Ahlström) 3:23 Tudin (Borgatello, Traversa) 25:48 Tudin 41:29 Frei (M. Spinell, Sprukts) 45:30 M. Spinell (Frei) 58:48 | Marcatori | 4:39 Burton (Talamini, De Zanna) 50:22 Caletti (Torquato, De Biasio) |

| Arbitri: | Andrea Benvegnù Andrea Moschen |

|                              |           | |
| Rabbit (Helfer, Hofer) 36:23 | Marcatori | 8:03 Nigro (Long, Scandella) 26:31 Kolanos (Marchetti, Miglioranzi) 59:16 Lutz (Marchetti, Sullivan) |

### Finale
| Arbitri: | Luca Cassol Claudio Pianezze |

|                                                                                                  |           |                                                                     |
| Frei (M. Spinell) 12:05 Traversa (Borgatello, J. Kostner) 32:55 Frei (M. Spinell, Sprukts) 38:37 | Marcatori | 0:06 Kolanos (Sullivan) 26:31 Conci (Marchetti, Magnabosco Aguirre) |

## Classifica finale
| Pos. | Squadra          |
| ---- | ---------------- |
| 1    | Ritten-Renon     |
| 2    | Asiago           |
| 3    | Val Pusteria     |
| 4    | Cortina          |
| 5    | Neumarkt-Egna    |
| 6    | Gherdëina        |
| 7    | Vipiteno Broncos |
| 8    | Fassa Falcons    |

## Verdetti
Ritten Sport (3º titolo)
| Campioni d'Italia 2016-2017 Ritten Sport | Portieri: Hannes Treibenreif, Roland Fink, Patrick Killeen Difensori: Ivan Tauferer, Maximilian Ploner, Fabian Ebner, Andreas Alber, Christoph Vigl, Daniel Spimpolo, Christian Borgatello (C), Roland Hofer, Stefan Mair Attaccanti: Matthias Fauster, Jānis Sprukts, Julian Kostner , Alexander Eisath, Johannes Fauster, Daniel Tudin (A), Alex Frei, Markus Spinell, Simon Kostner, Kevin Fink, Hanno Tauferer, Victor Ahlström, Philipp Pechlaner, Oscar Ahlström, Tommaso Traversa, Thomas Spinell (A) Staff Tecnico: Riku-Petteri Lehtonen (Allenatore), Erwin Kostner (Ass. allenatore) |

- Qualificata per la Continental Cup 2017-2018: Ritten Sport